# Quinta da Regaleira

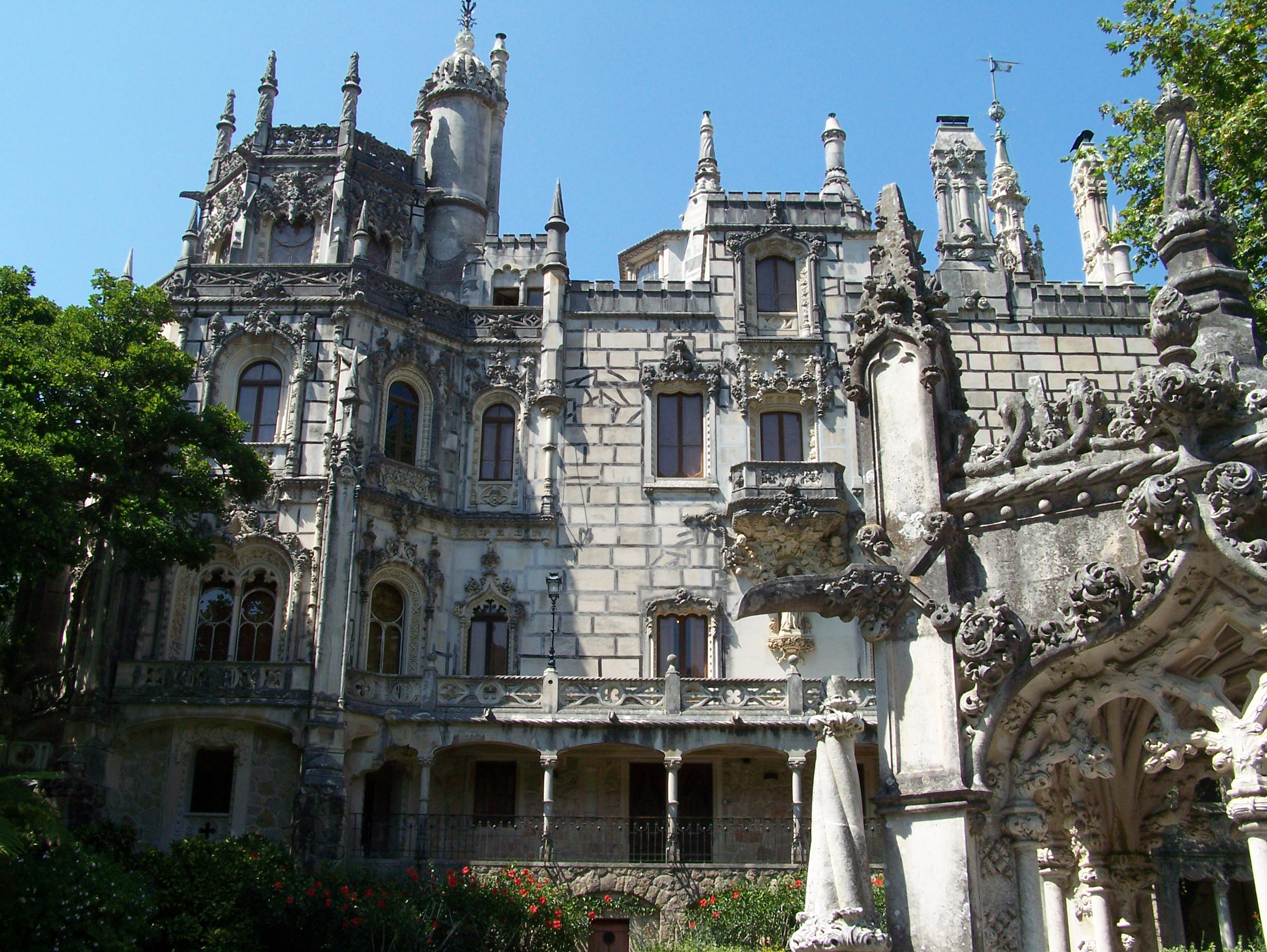
Hauptgebäude von Quinta da Regaleira

Quinta da Regaleira (deutsch Regaleira-Palast genannt) ist ein Anwesen  (portugiesisch quinta) in der Nähe des historischen Zentrums von Sintra in Portugal. Es zählt zum Weltkulturerbe der UNESCO. Es wurde nach Entwürfen des Besitzers António Augusto Carvalho Monteiro erbaut und 1910 fertiggestellt. Zusammen mit anderen Schlössern in der Umgebung ist die Quinta da Regaleira eine der wichtigsten touristischen Attraktionen von Sintra. Das Anwesen besteht aus einem Hauptgebäude bzw. Palast, einer Kapelle und einem großzügigen Park mit Seen, Grotten, Brunnen, Brücken, unterirdischen Tunnelsystemen und einem Tennisplatz.

## Palast
Die Fassade des Regaleira-Palasts ist mit neogotischen Zinnen, Wasserspeiern und Kapitellen geschmückt und wird von einem achteckigen Turm überwölbt. Der italienische Architekt Luigi Manini vereinte unterschiedliche historische Baustile, besonders die Manuelinik. Der Palast besitzt fünf Stockwerke (Erdgeschoss, drei Obergeschosse sowie einen Keller). Im Erdgeschoss verbindet eine Reihe von Fluren das Wohnzimmer, das Esszimmer, das Billardzimmer, den Balkon sowie einige kleinere Räume miteinander. Im ersten Obergeschoss befanden sich Schlafzimmer und ein Ankleidezimmer, im zweiten Obergeschoss waren das Büro von Carvalho Monteiro sowie die Schlafzimmer der Bediensteten eingerichtet. Im dritten Obergeschoss gab es ein Bügelzimmer sowie den Zugang zur Terrasse. Im Keller befanden sich schließlich neben weiteren Schlafzimmern die Küche und Lagerräume.

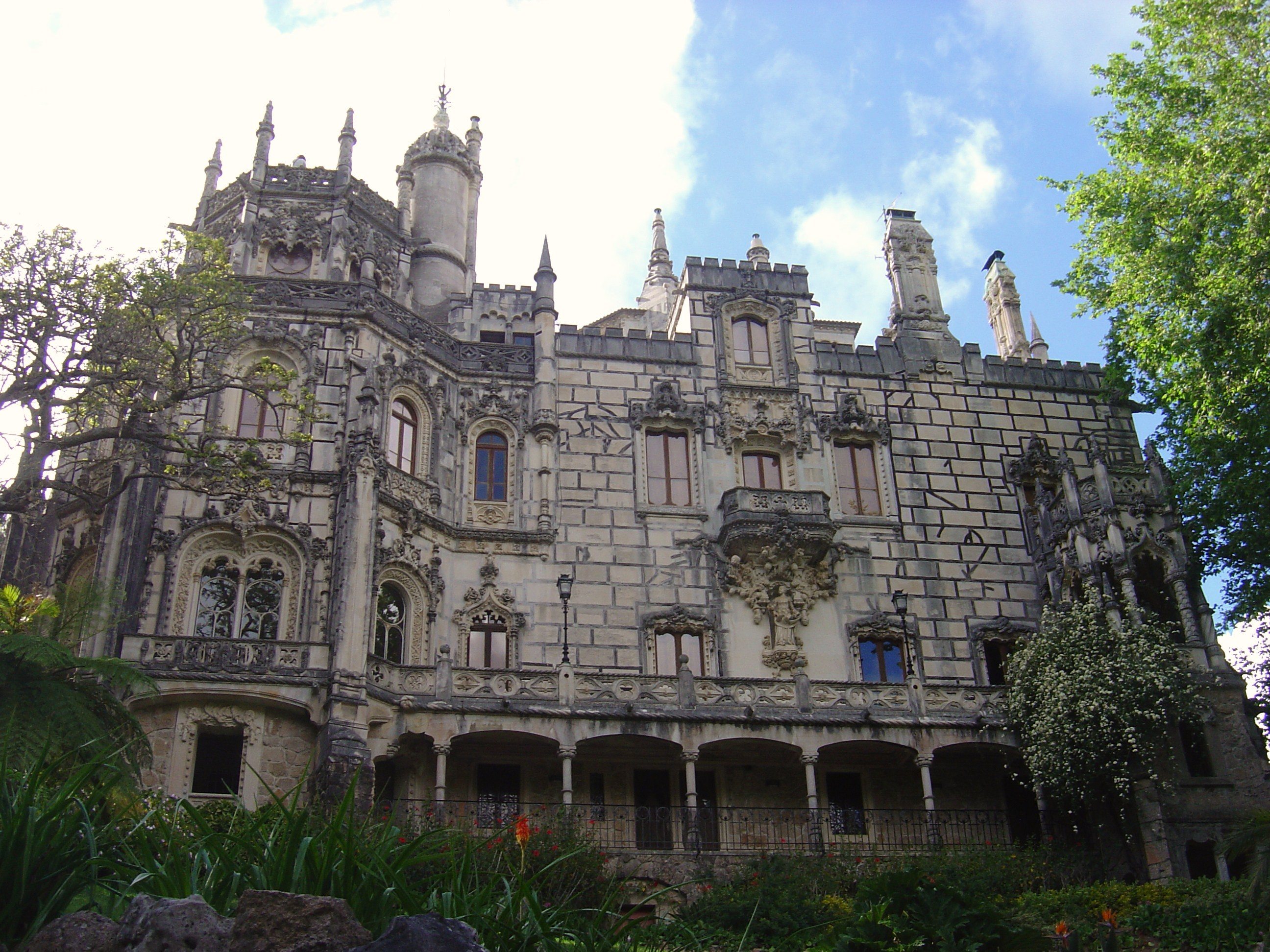
Die Fassade des Palastes
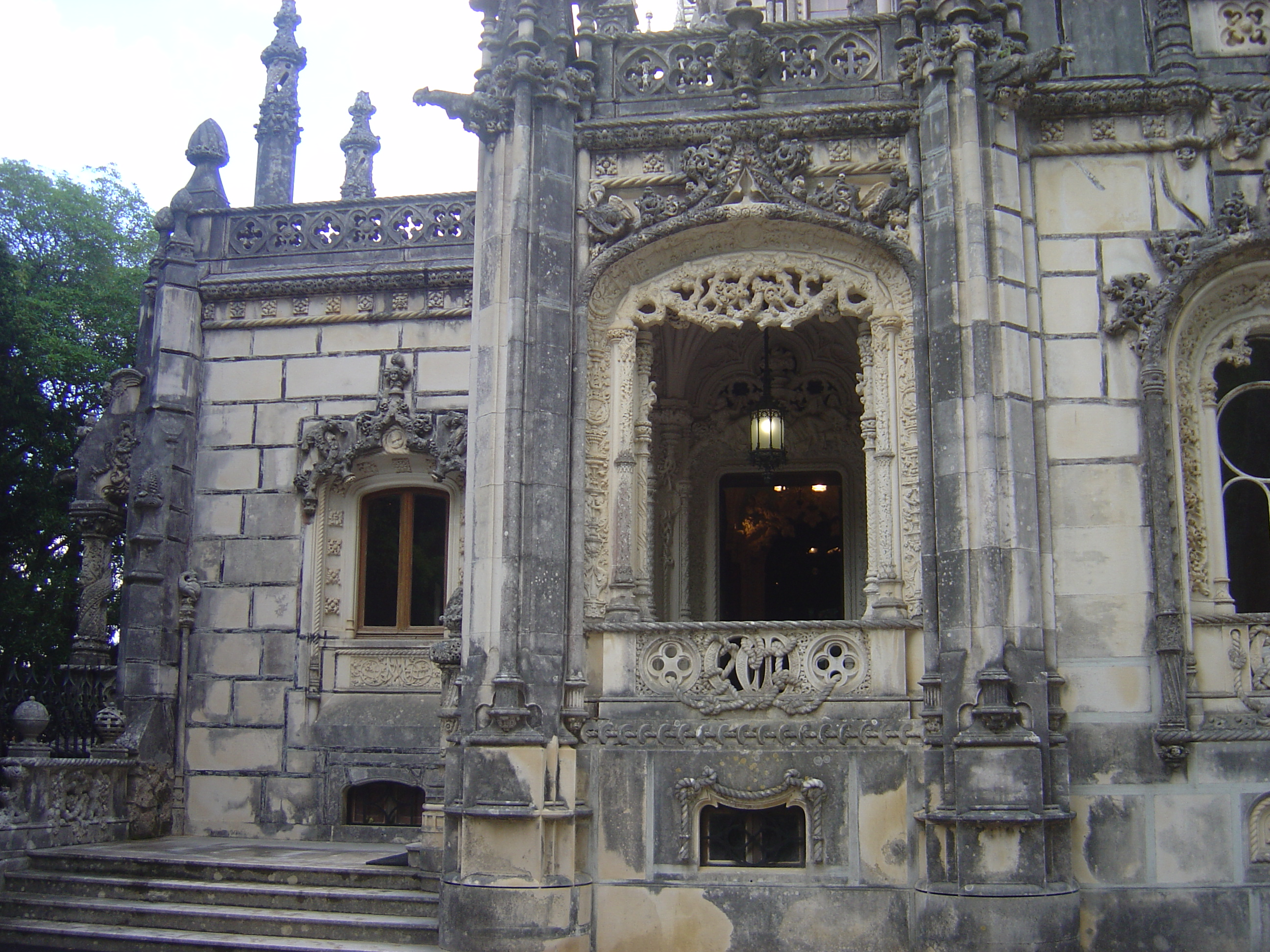
Der Haupteingang
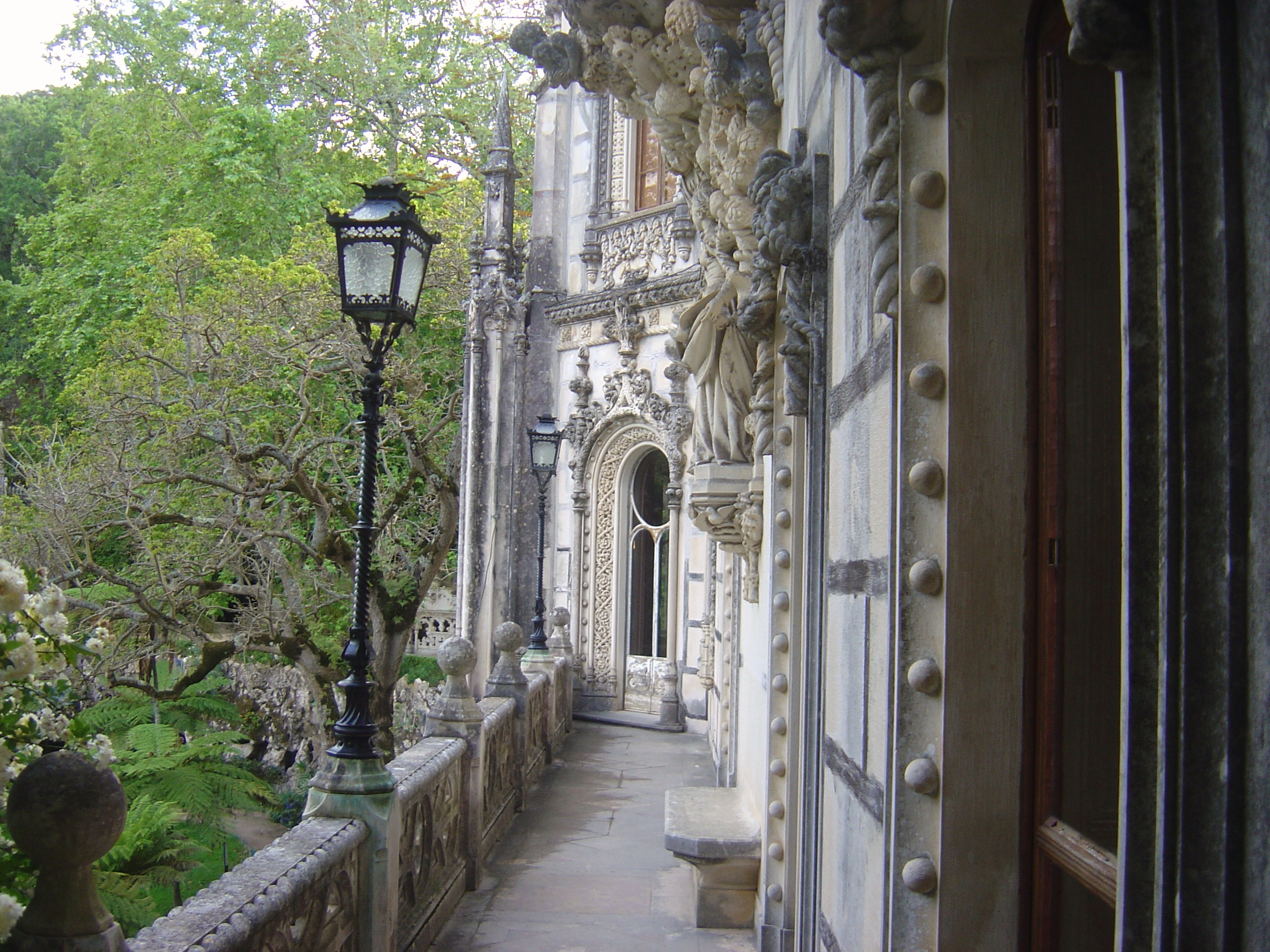
Die Terrasse
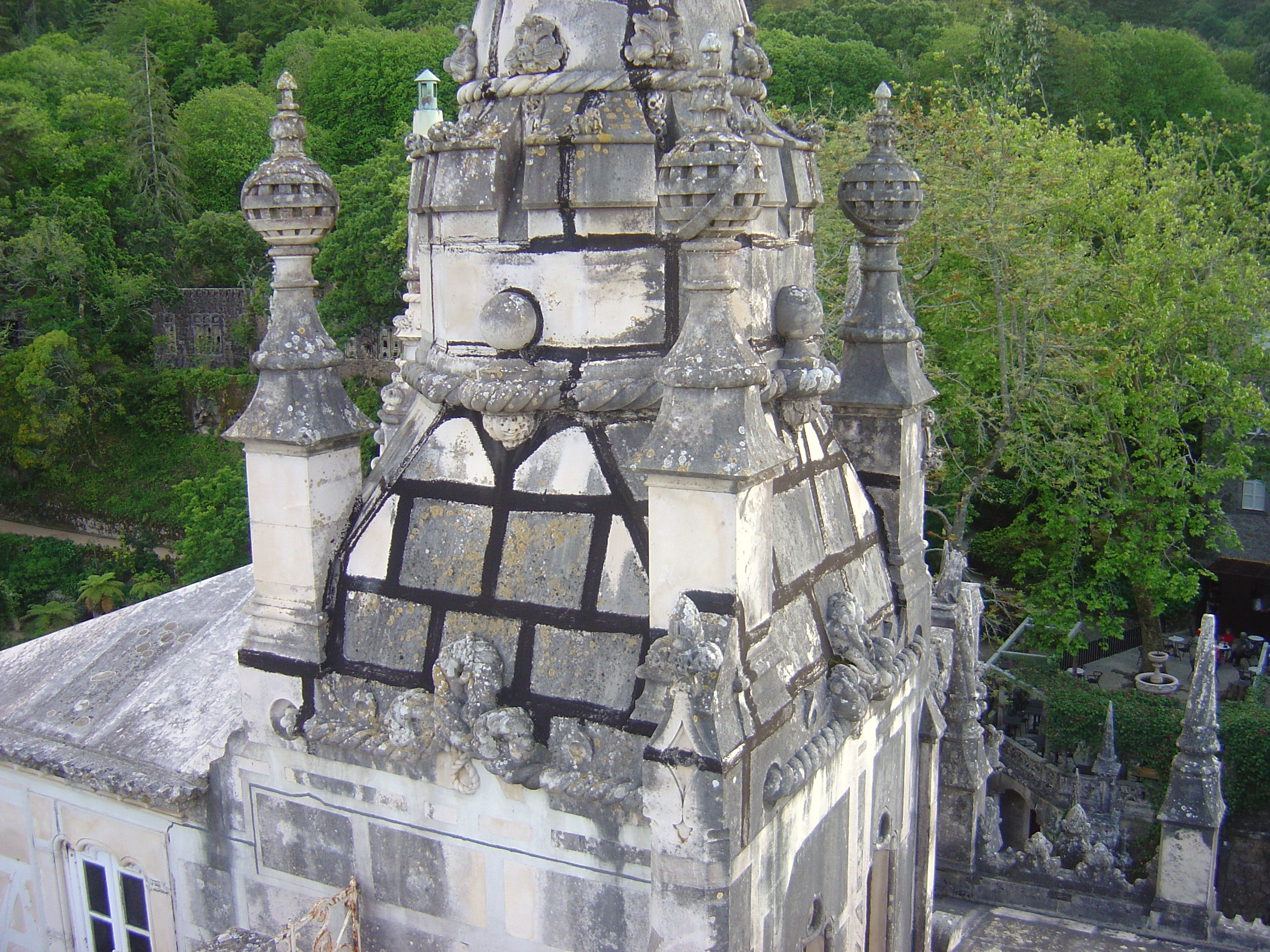
Der  Turm ist mit Symbolen geschmückt, die auf die portugiesische Geschichte anspielen.
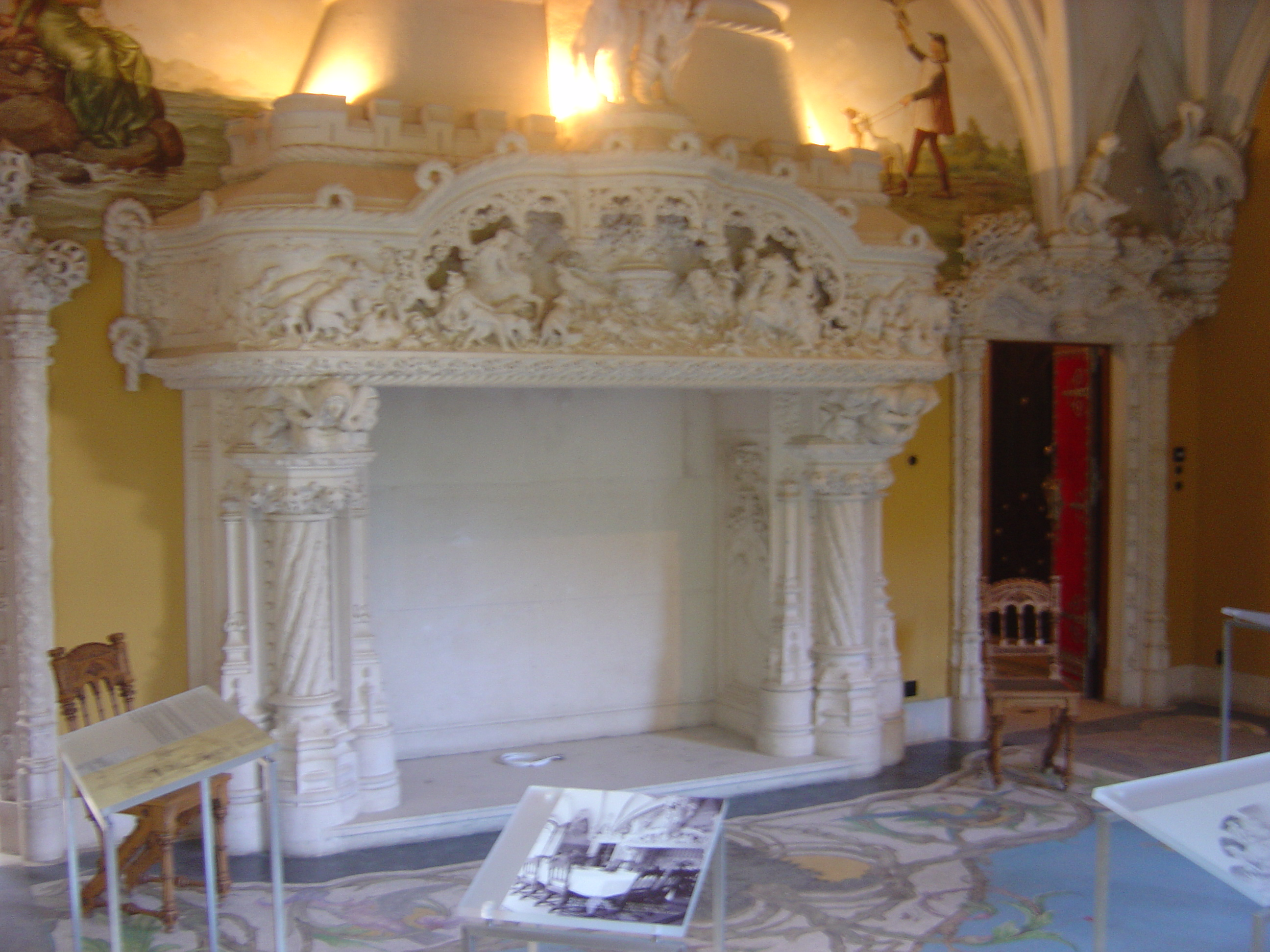
Der Kamin im Speisezimmer.
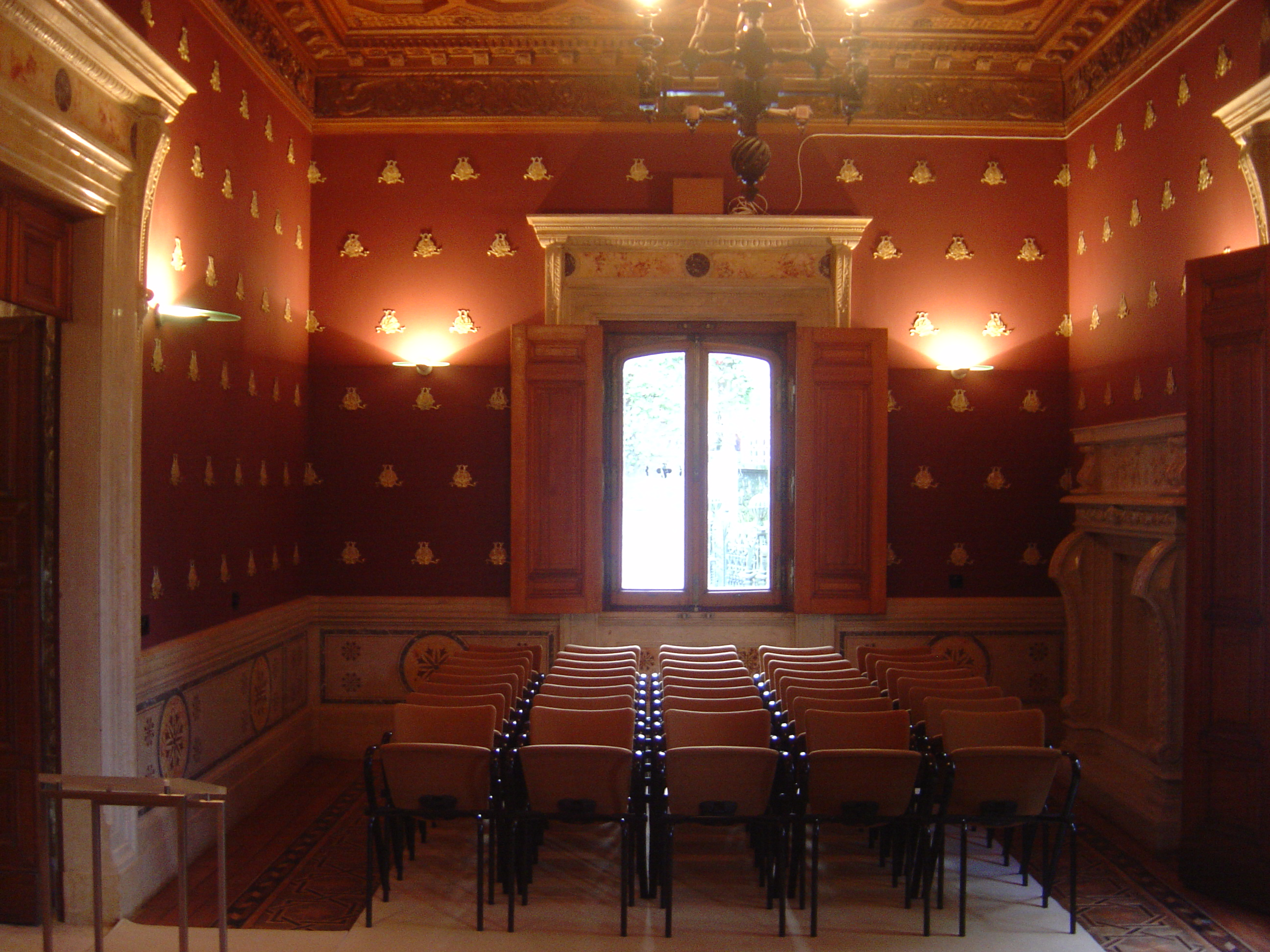
Das Wohnzimmer.
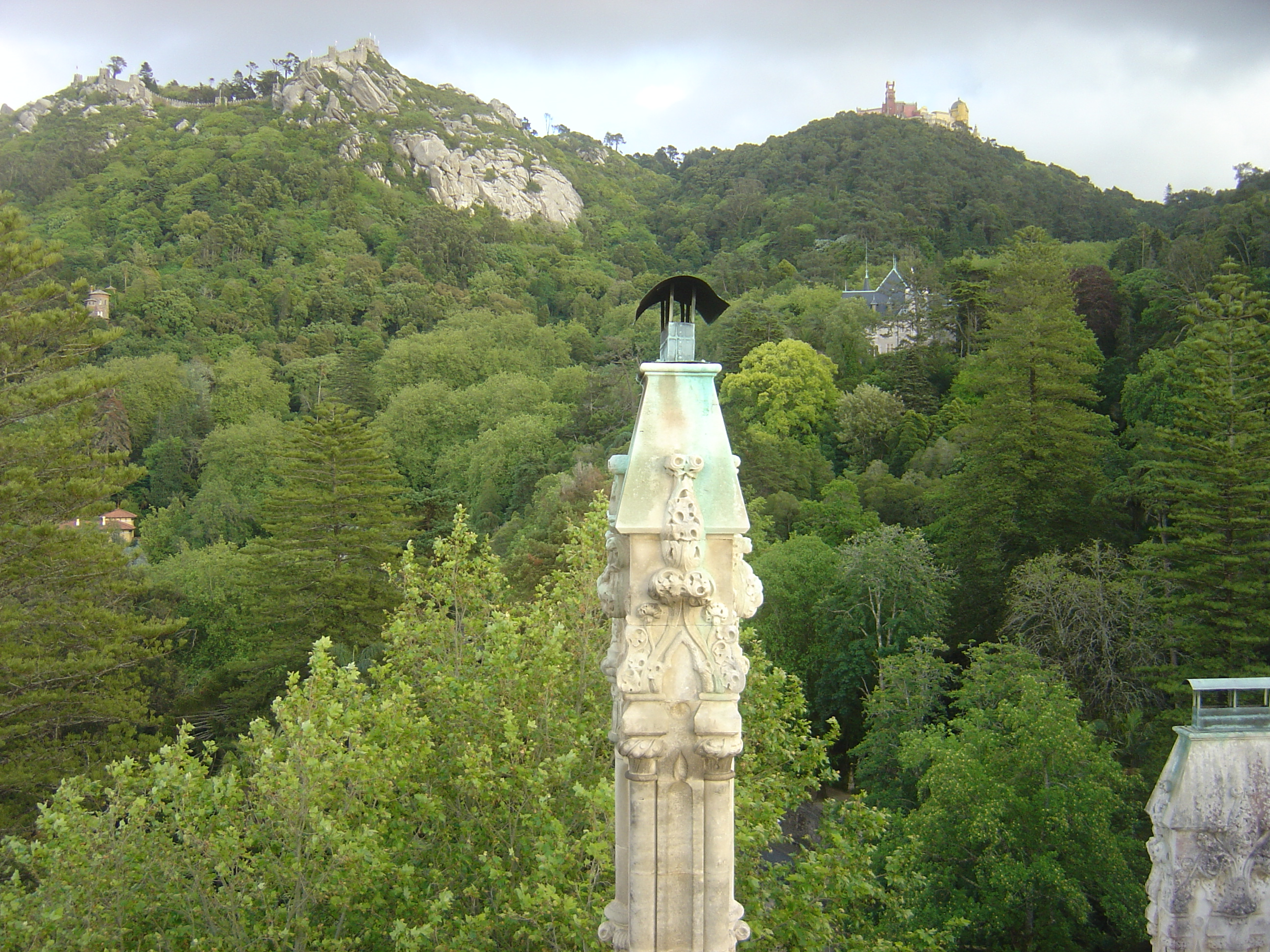
Einer der Kamine. Im Hintergrund sind das Castelo dos Mouros (links) sowie der Palácio Nacional da Pena (rechts) zu sehen.

## Kapelle
Die römisch-katholische Regaleira-Kapelle steht in der Nähe des Palastes, dessen Architektur sie ähnelt. Das Kapelleninnere ist mit Fresken, Buntglasfenstern und üppigen Stuckarbeiten geschmückt. Die Fresken zeigen Teresa von Ávila und den Heiligen Antonius sowie andere religiöse Darstellungen. Auf dem Boden sind eine Armillarsphäre sowie das Kreuz des Christusordens angebracht, umgeben von Pentagrammen. Trotz ihrer geringen Größe verfügt die Kapelle über mehrere Etagen.

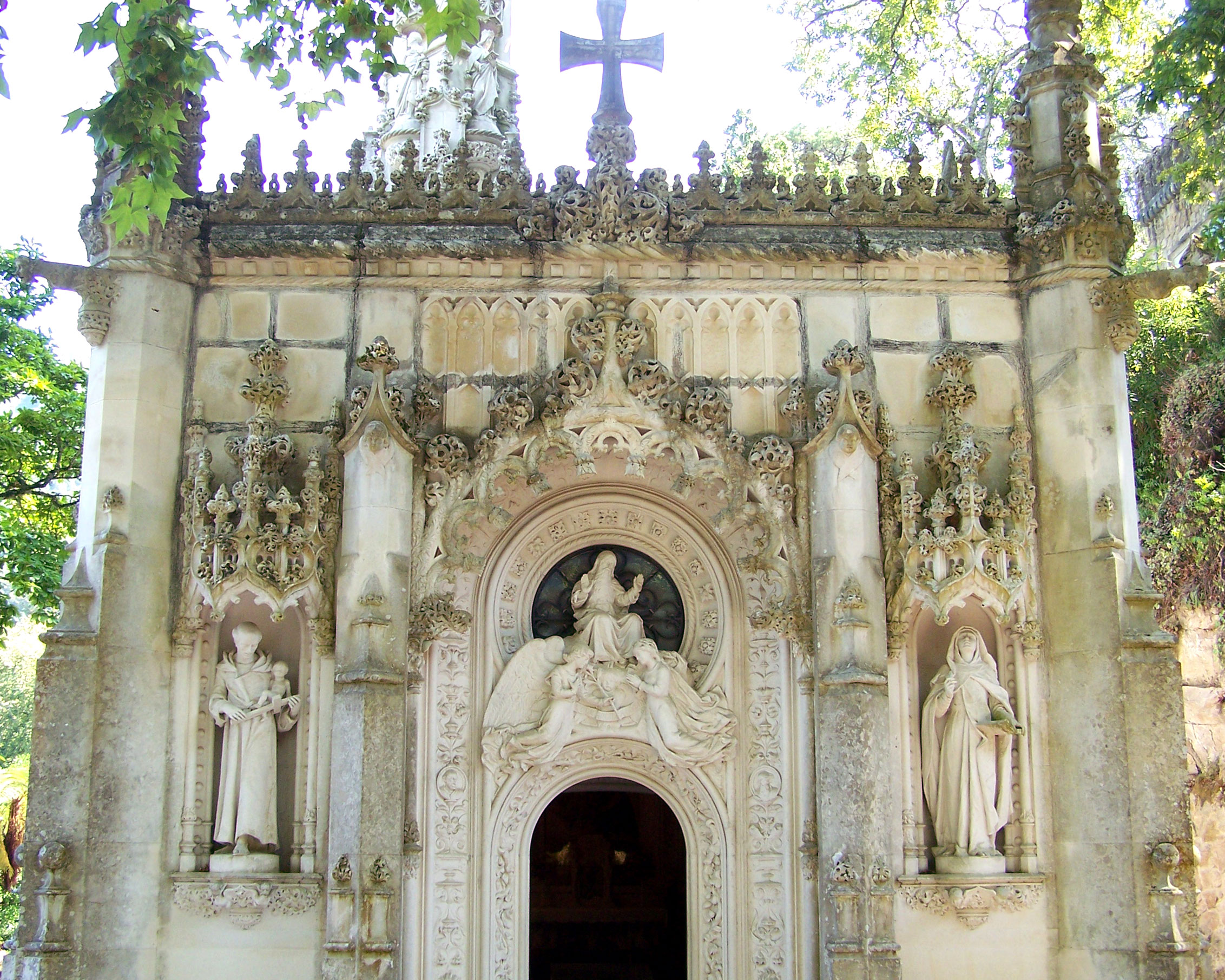
Der Haupteingang.
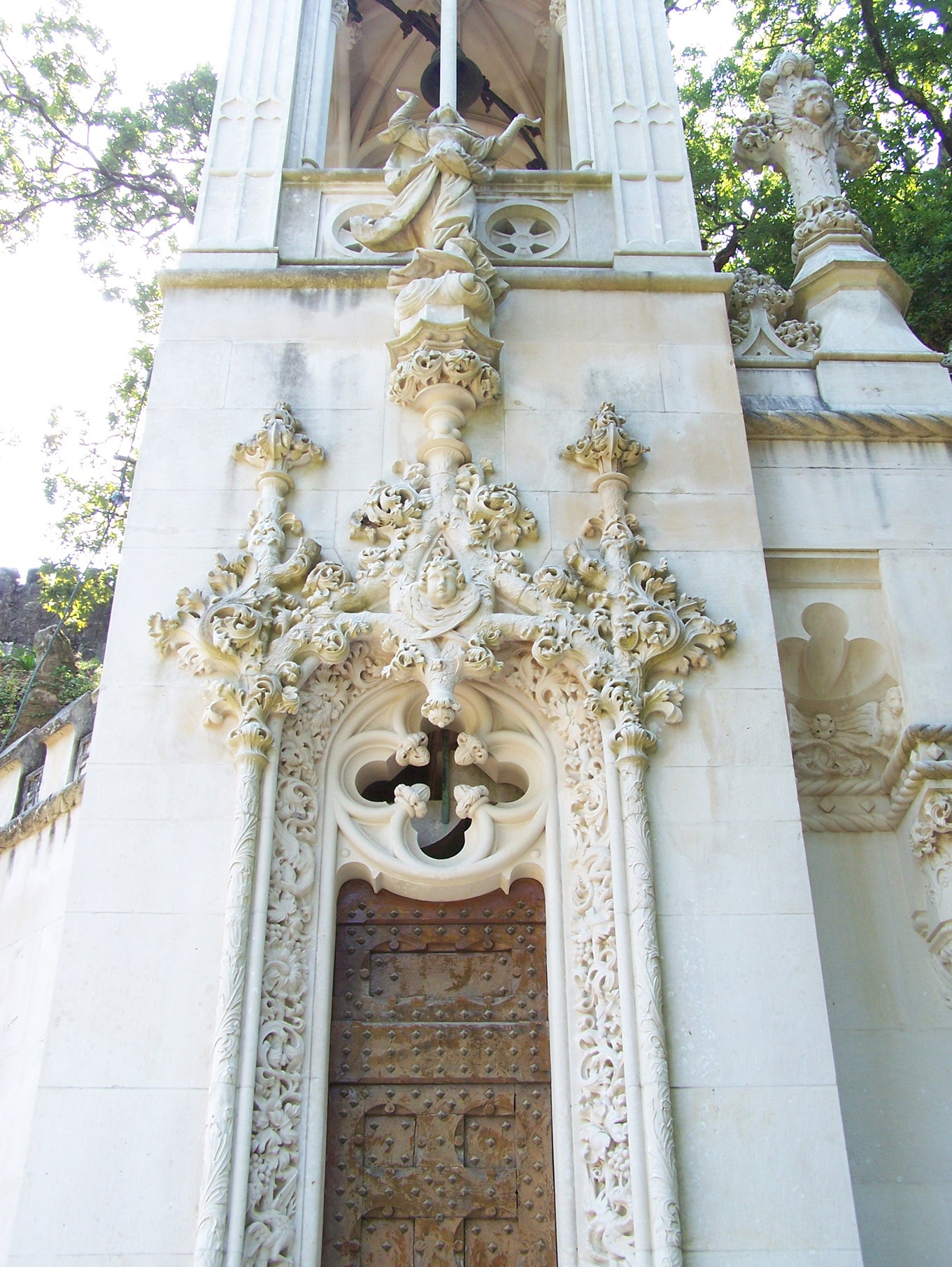
Der Seiteneingang.
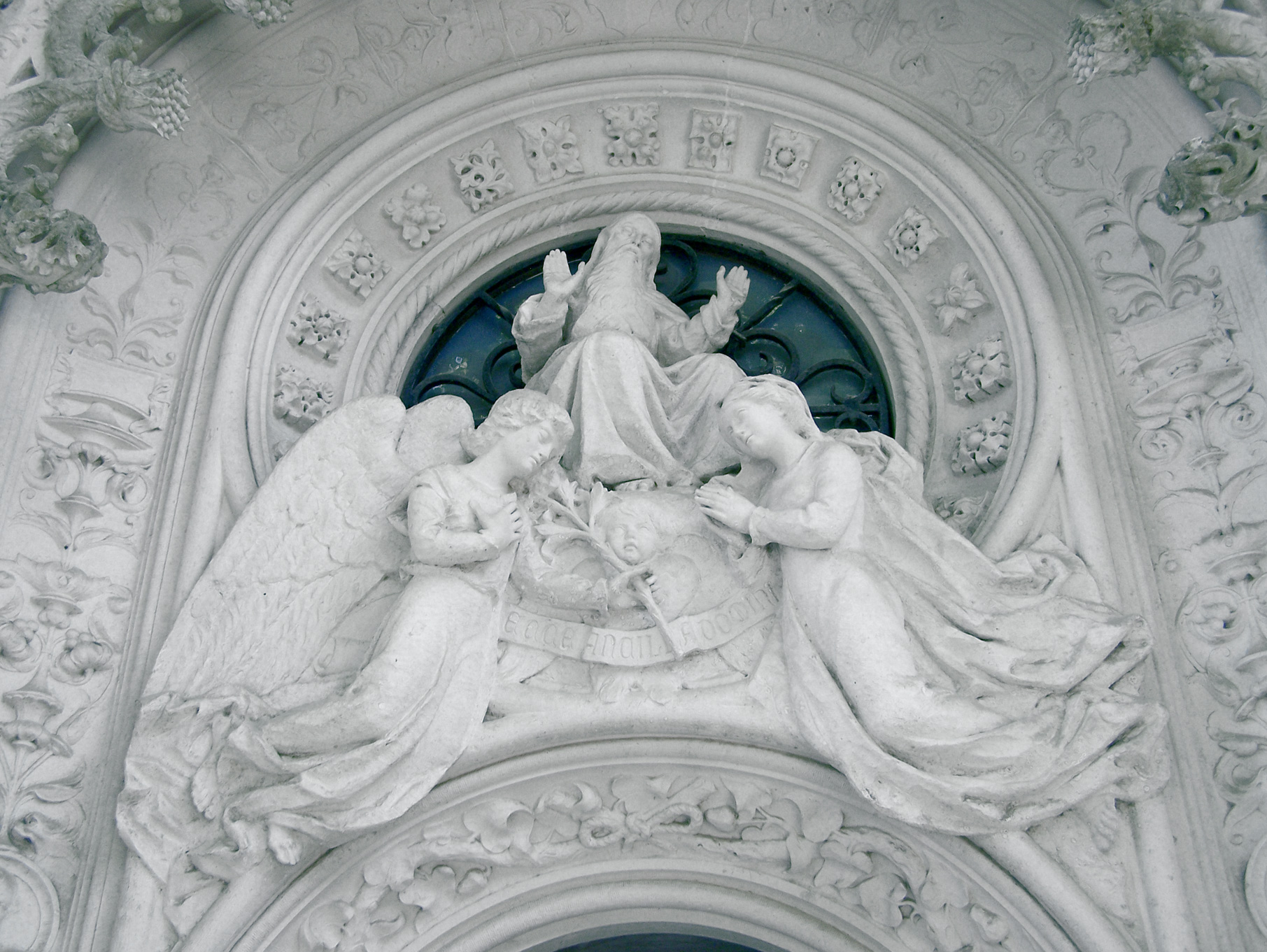
Stuckwerk über dem Haupteingang.
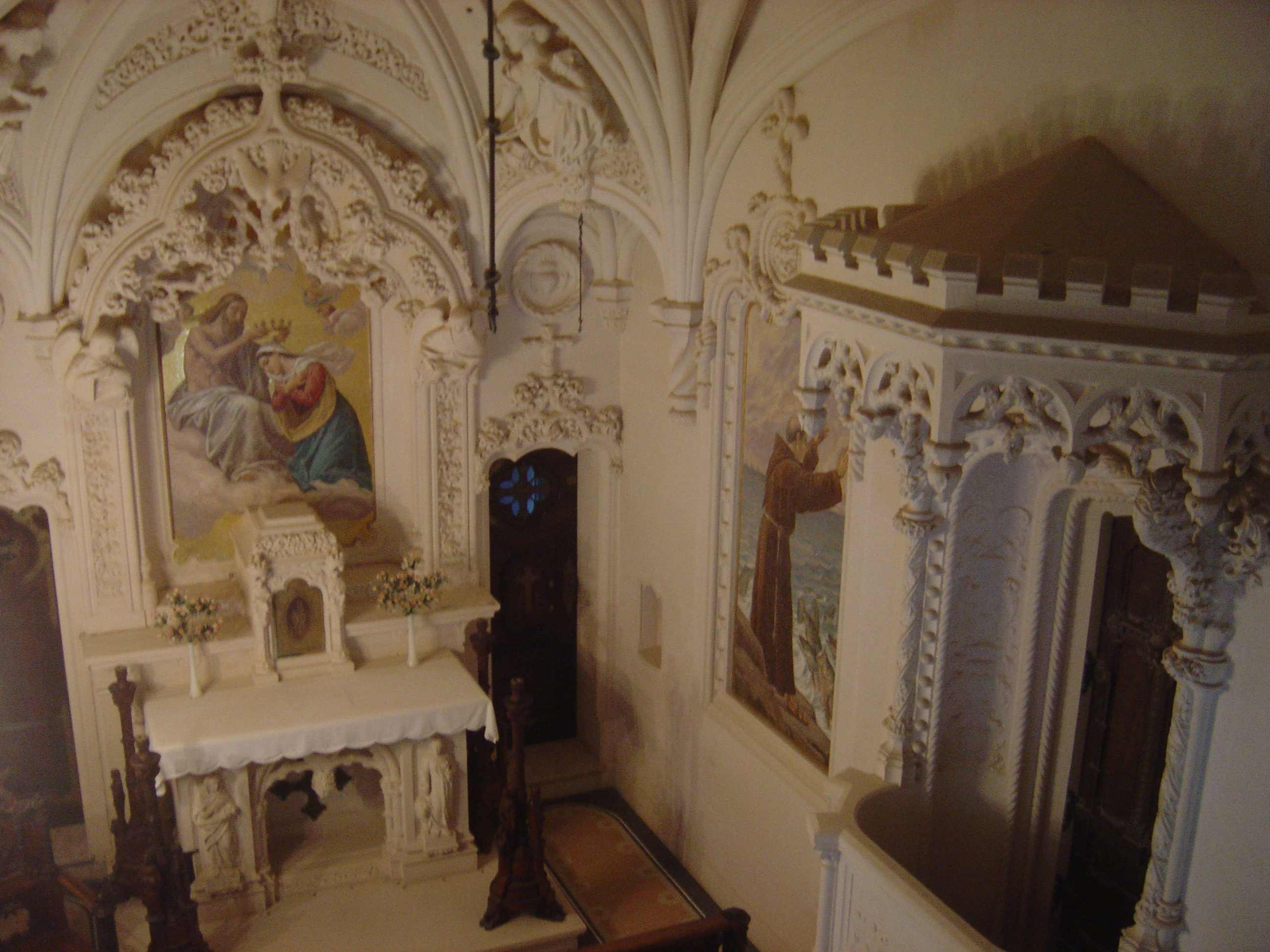
Das Innere der Kapelle.
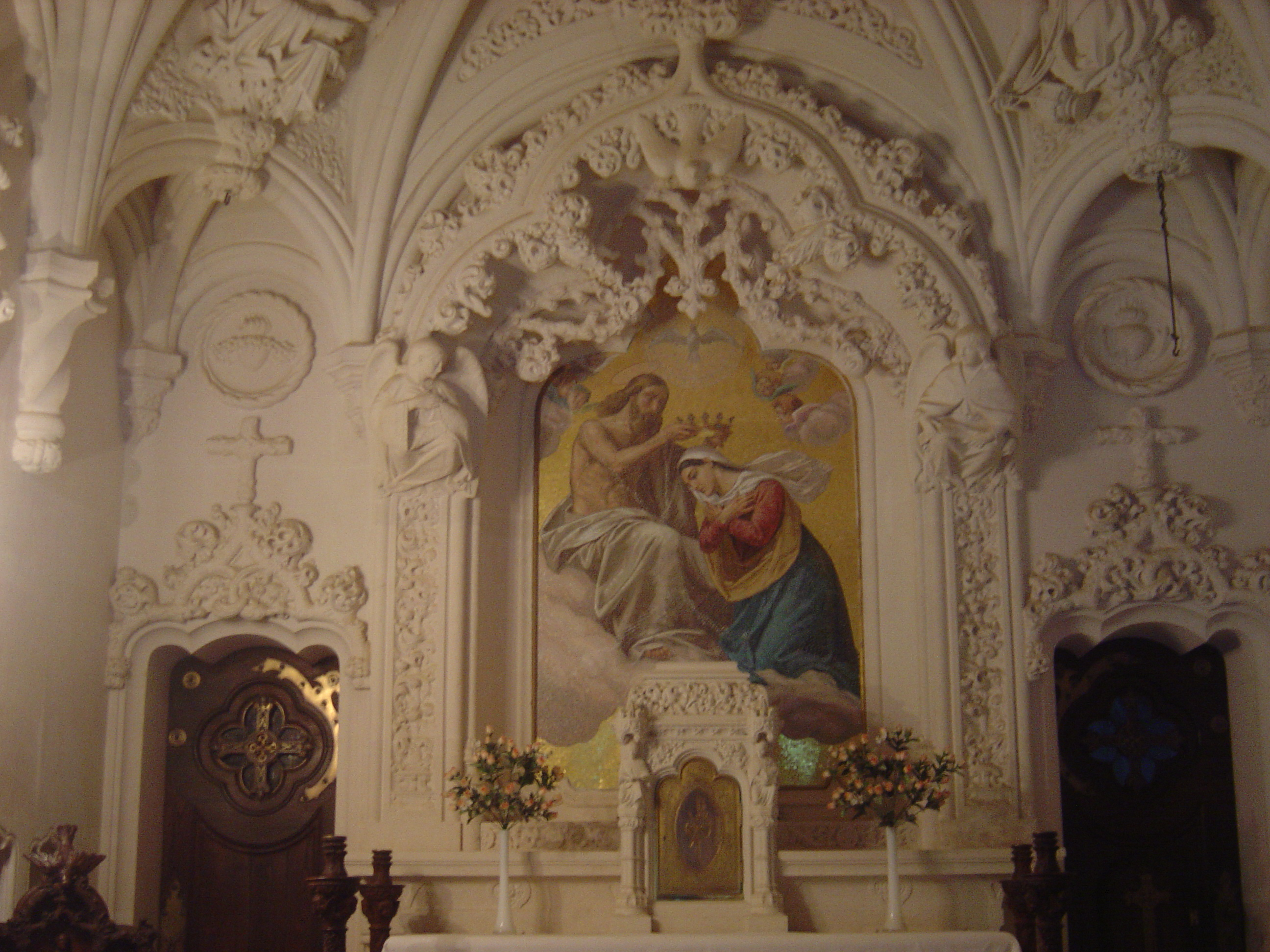
Fresko über dem Altar: Jesus krönt Maria.
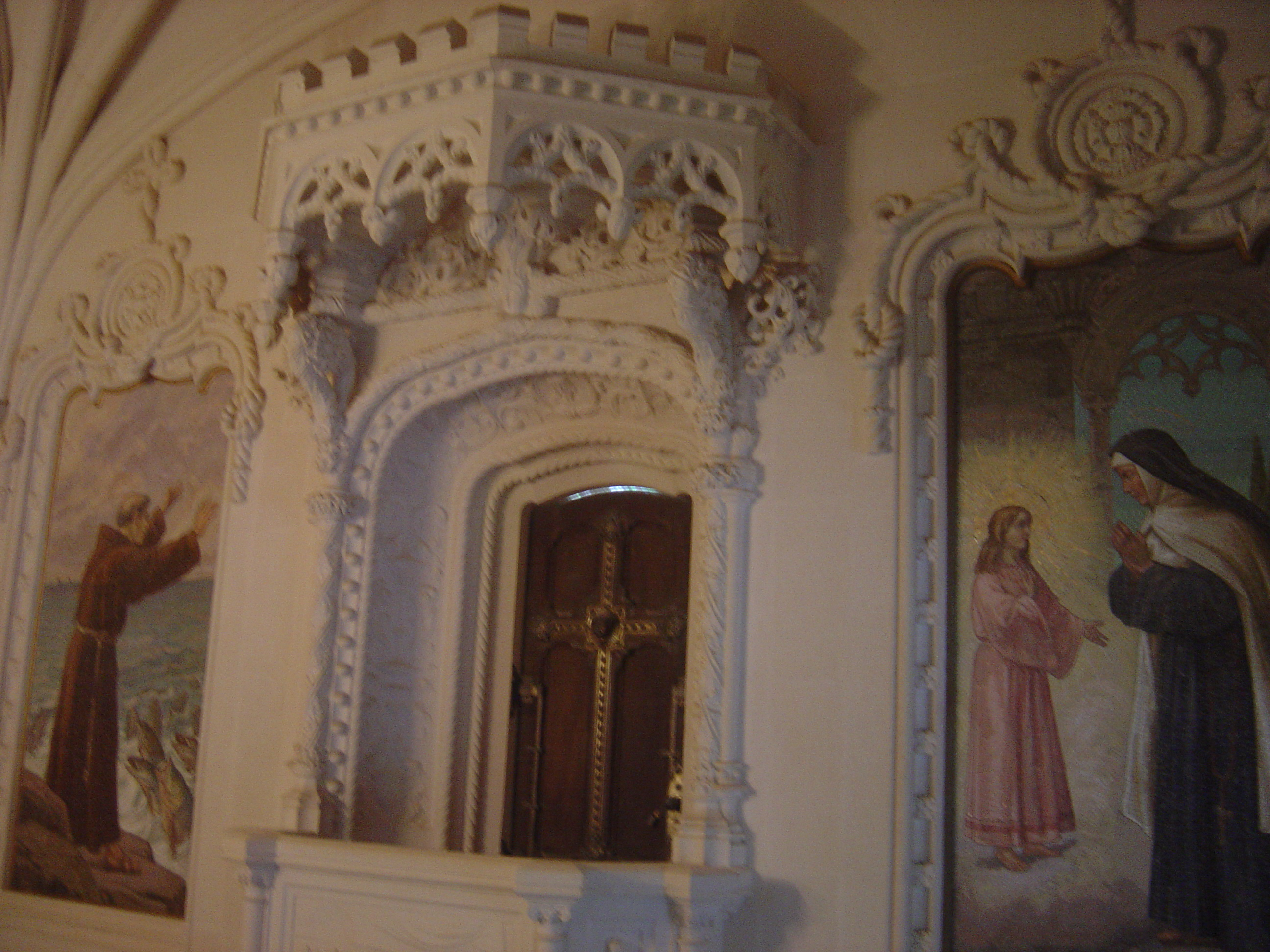
Fresken, die Teresa von Ávila (rechts) sowie den Heiligen Antonius (links) zeigen.
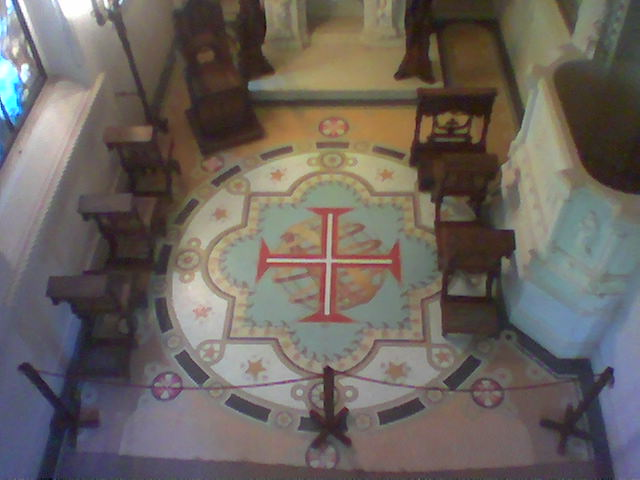
Der Boden: Das Kreuz des Christusordens über einer Armillarsphäre.
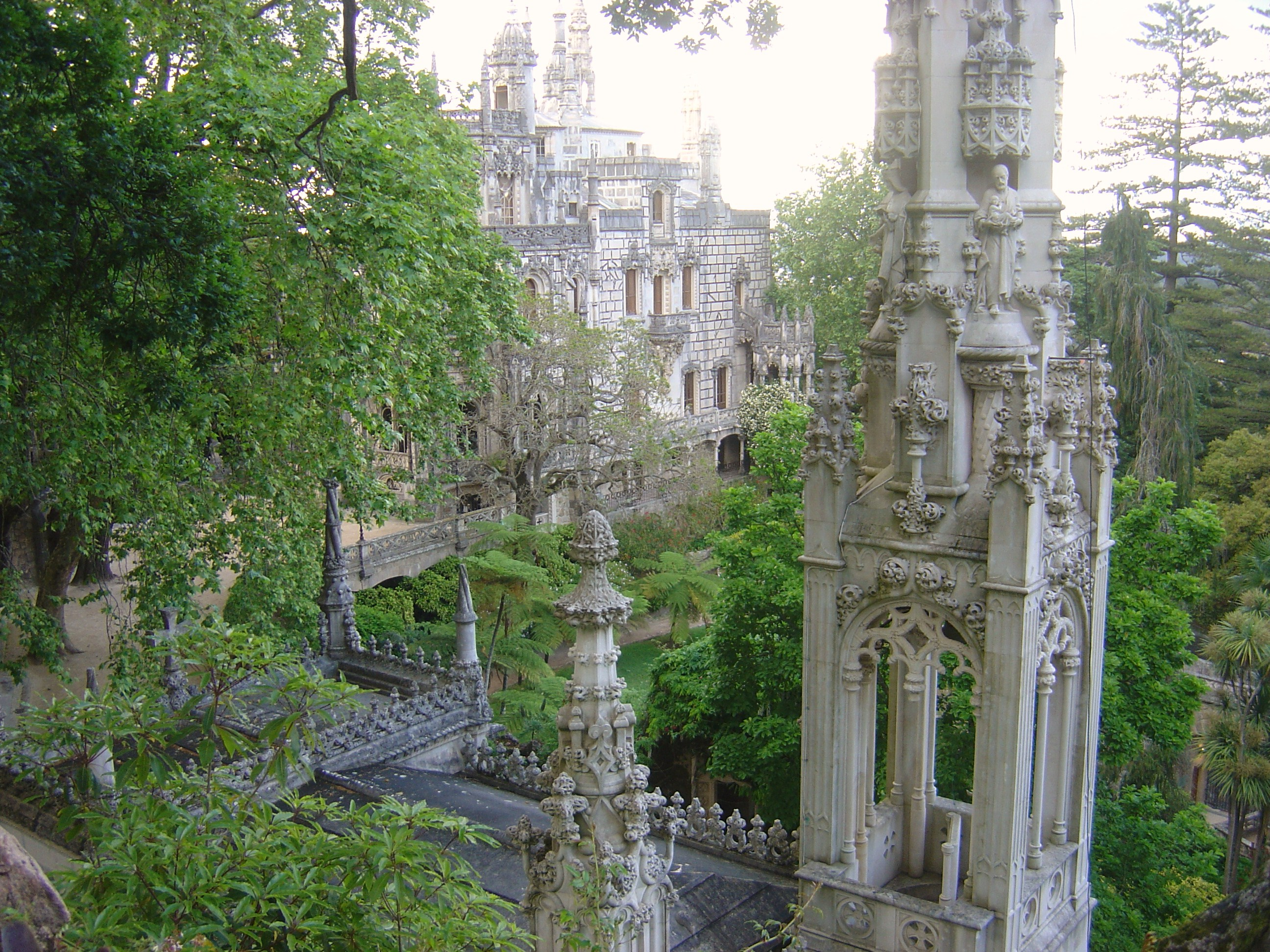
Dach und Turm der Kapelle.
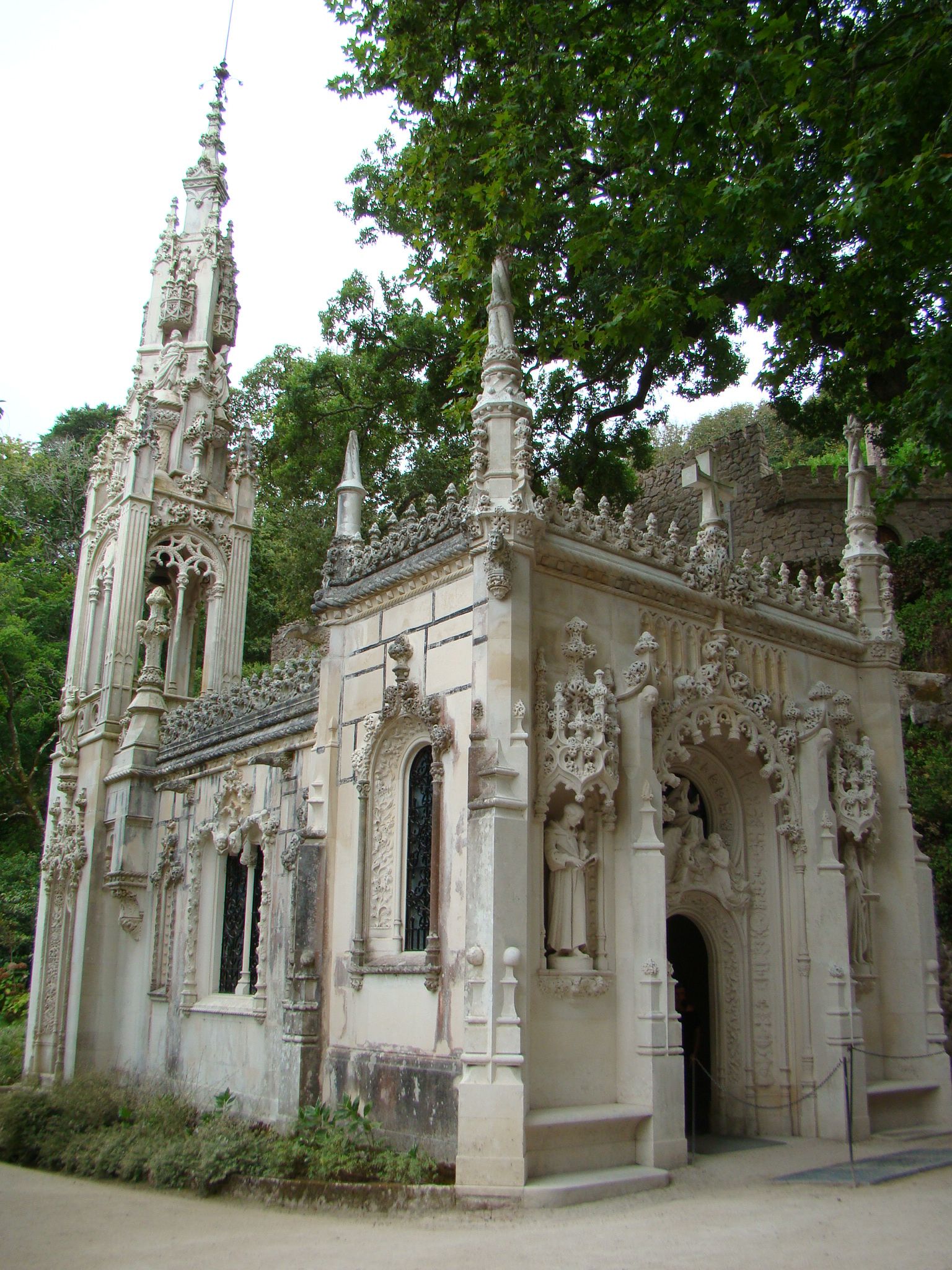
Seitenansicht.

## Park
Ein Großteil des Anwesens, das vier Hektar umfasst, besteht aus einem dicht bewaldeten Park mit zahlreichen Fußwegen. In den niedriggelegenen Teilen des Anwesens ist die Bepflanzung strenger geordnet, in den höhergelegenen Teilen dagegen bewusst stärker naturbelassen. Im ganzen Park finden sich zahlreiche Statuen und kleinere Bauten. Deren Symbolik ist von der Mystik der Freimaurerei beeinflusst, der Monteiro anhing. So finden sich zwei sogenannte Brunnen der Einweihung, die allerdings eher unterirdische Türme sind, in denen man spiralförmige Treppen hinaufsteigt. Mehrere Tunnel verbinden einzelne Elemente.

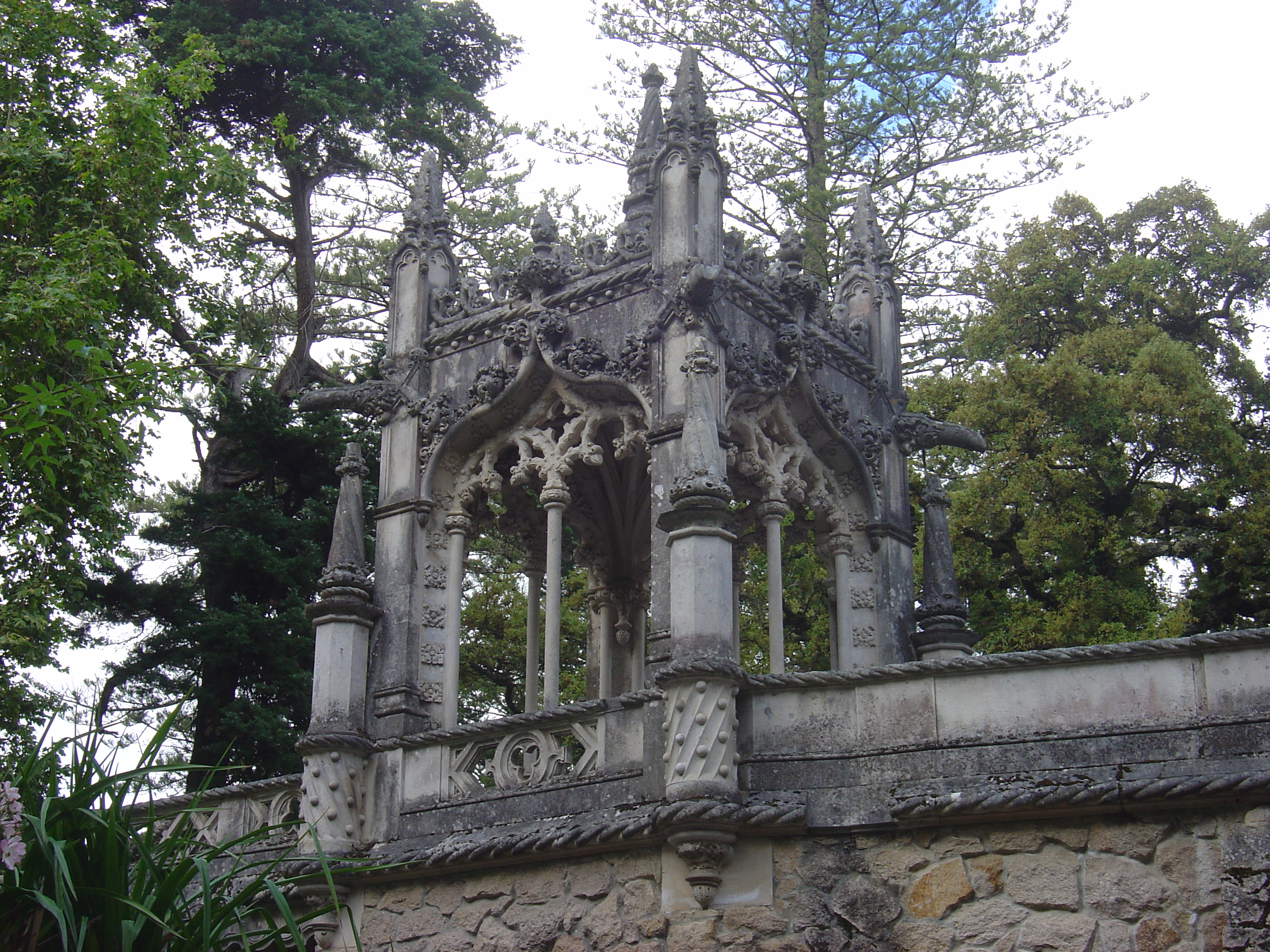
Ein Erker über einer der Brücken.
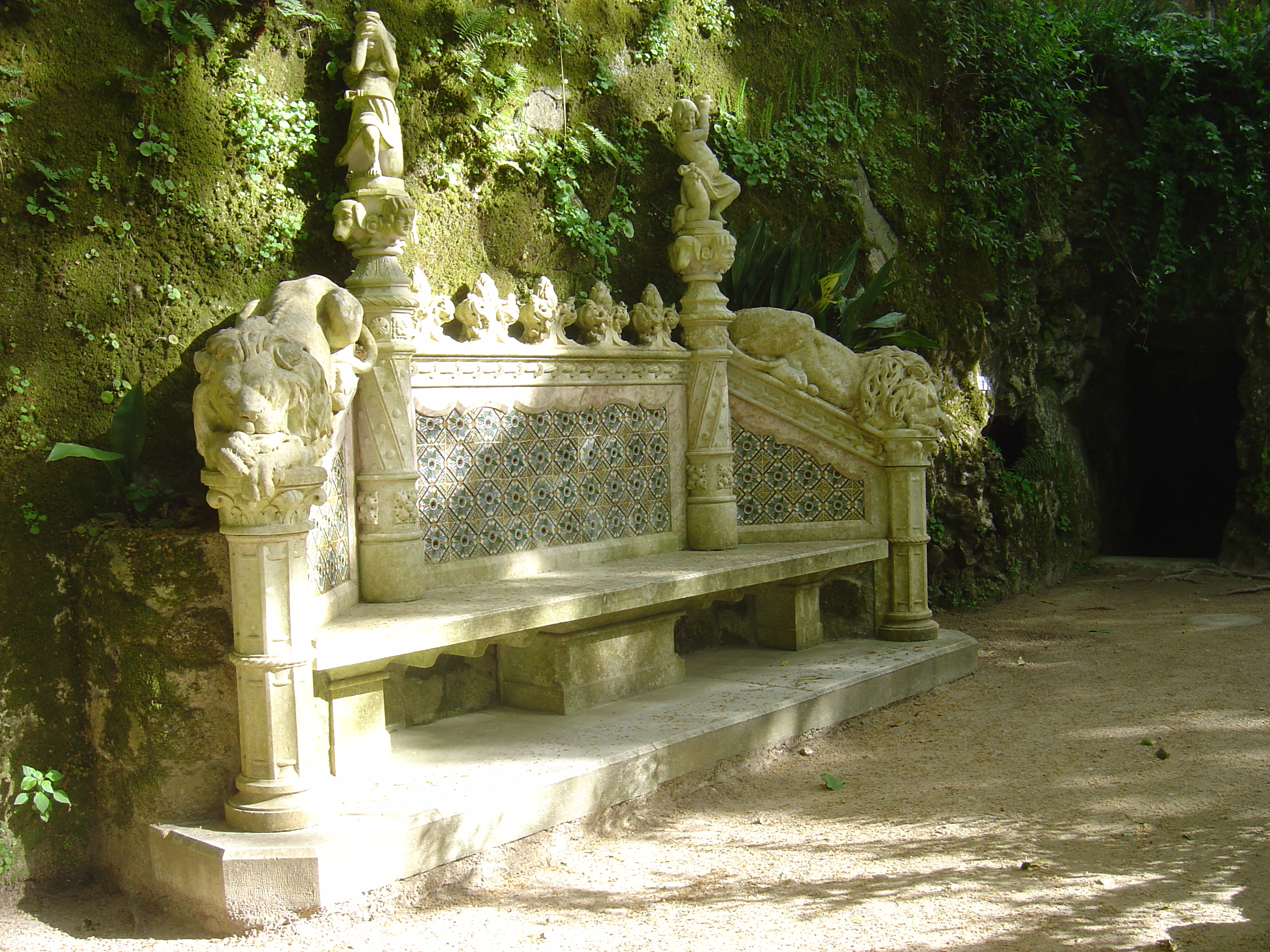
Bank zwischen dem See und der Loggia.
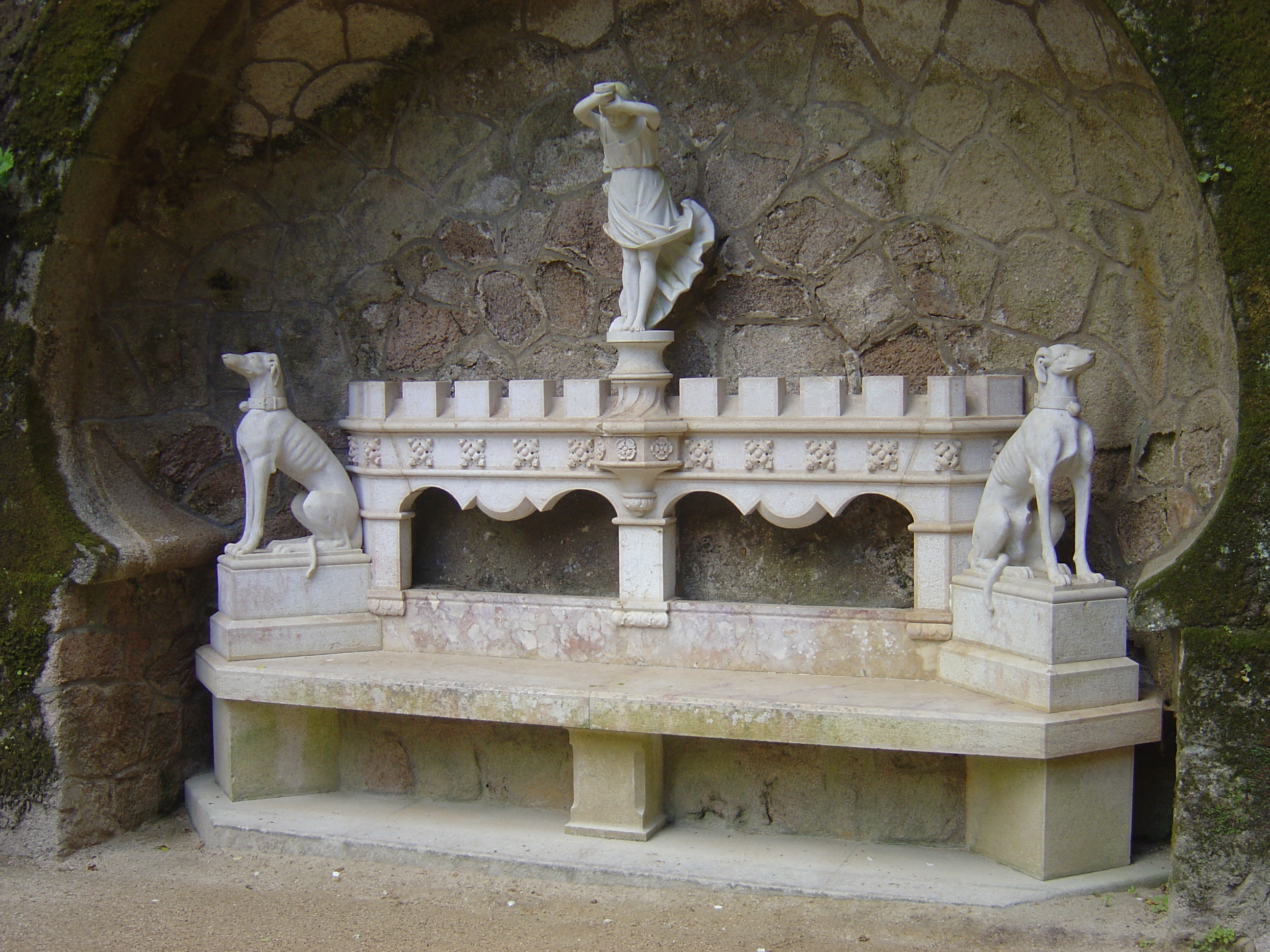
Bank zwischen dem See und dem Ibis-Brunnen.
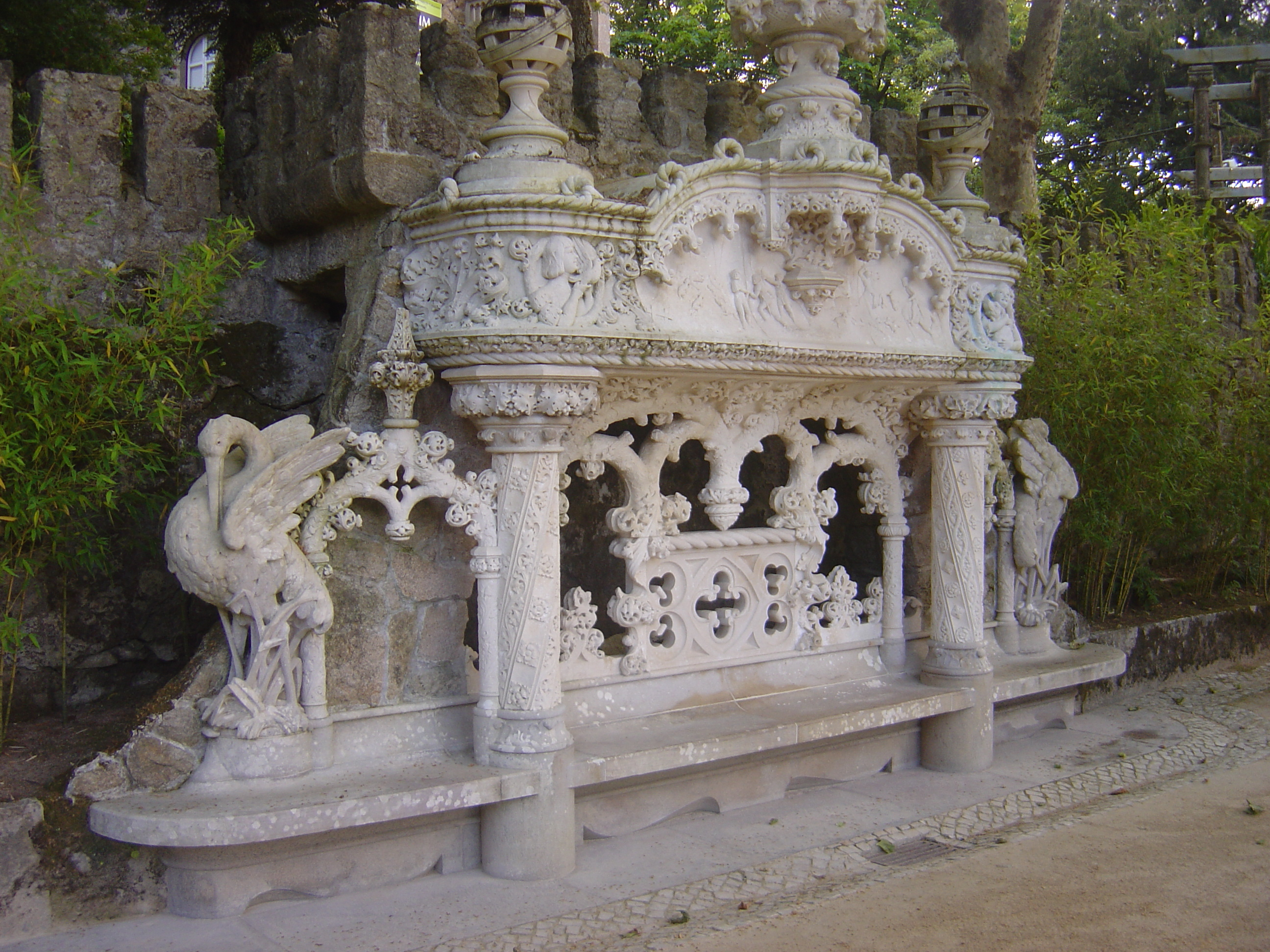
Bank zwischen der Kapelle und dem Palast.
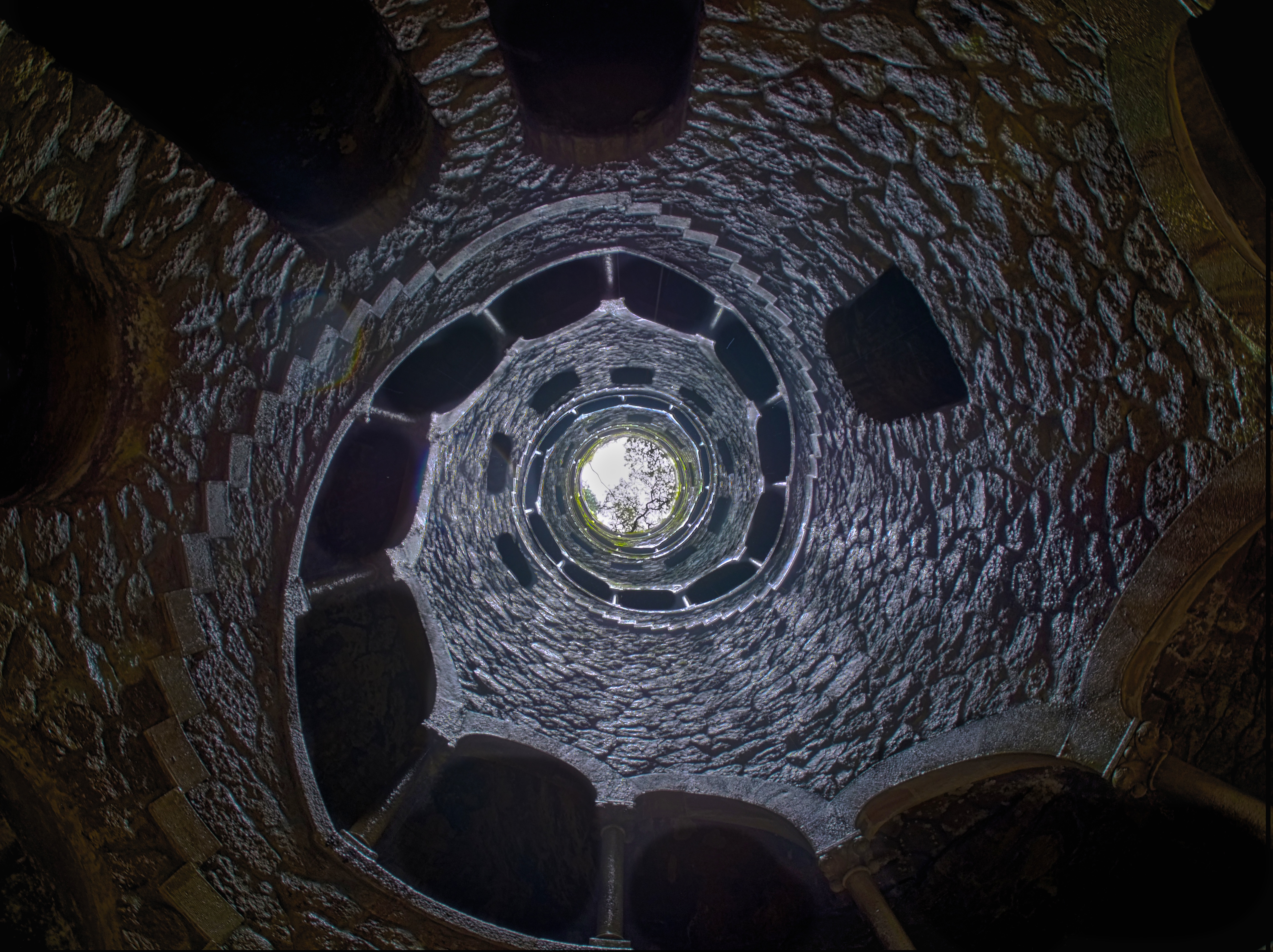
Blick vom Boden des Brunnens (oder eher Turms) der Initiation zum Himmel.

Im Park sind zahlreiche Wasseranlagen zu finden: Carvalho Monteiro ließ zwei künstliche Seen und mehrere Brunnen anlegen. Ein Aquarium wurde errichtet, um den Anschein zu erwecken, es sei in Felsblock eingebettet. Heute ist es jedoch nicht mehr in Betrieb und befindet sich in einem schlechten Zustand.

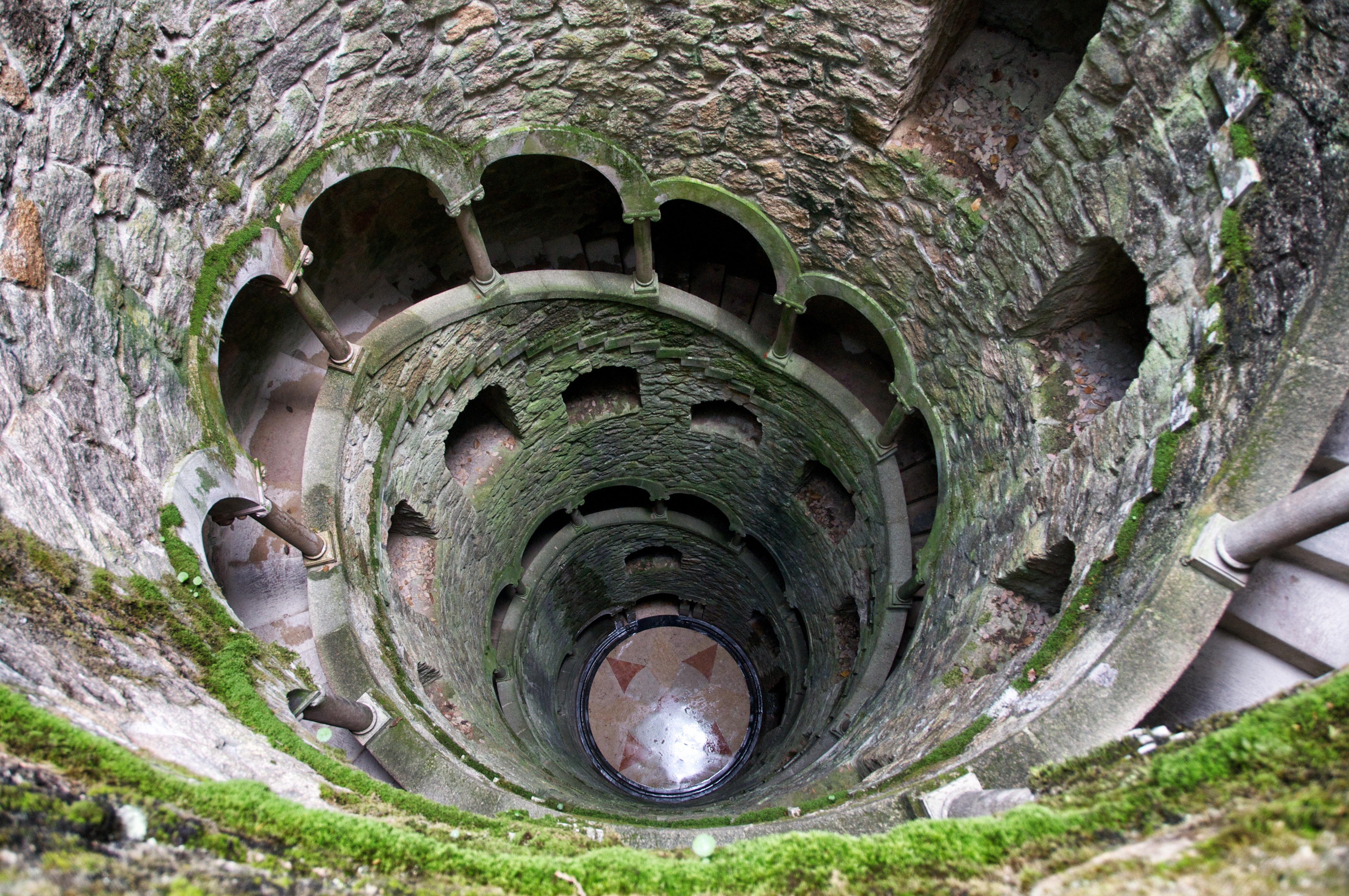
Poço iniciático Brunnen
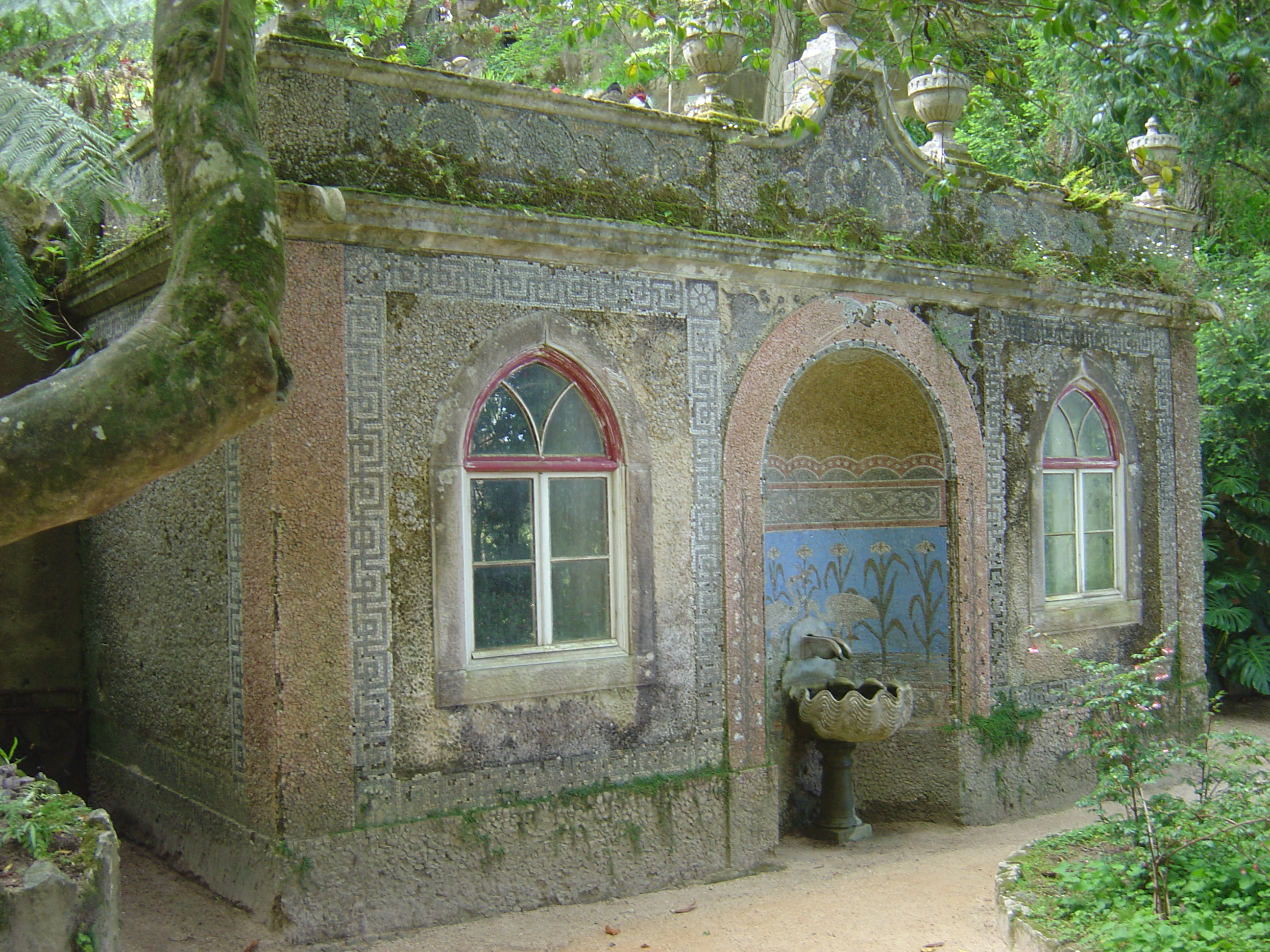
Der Ibis-Brunnen.
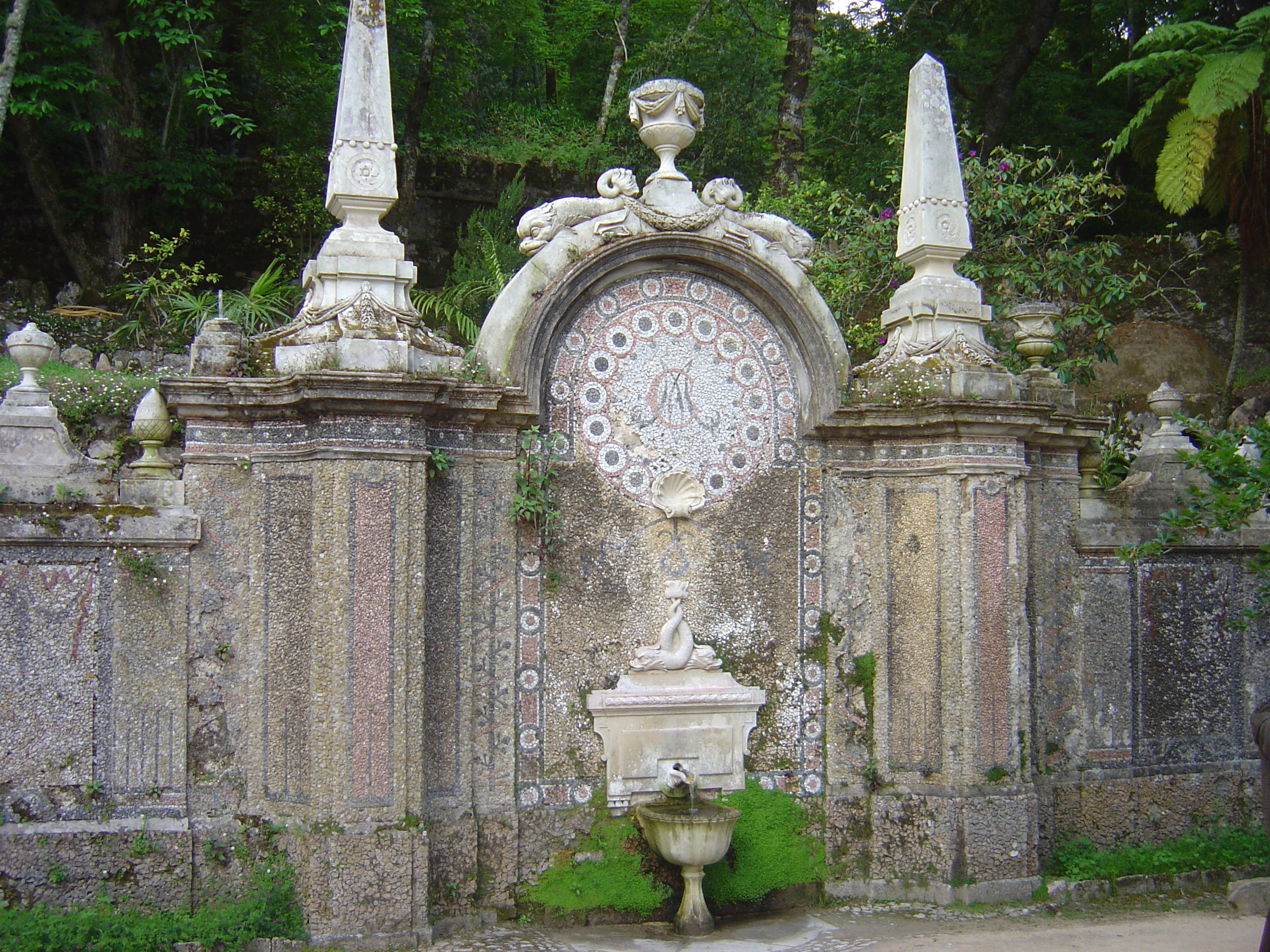
Der Brunnen des Überflusses.
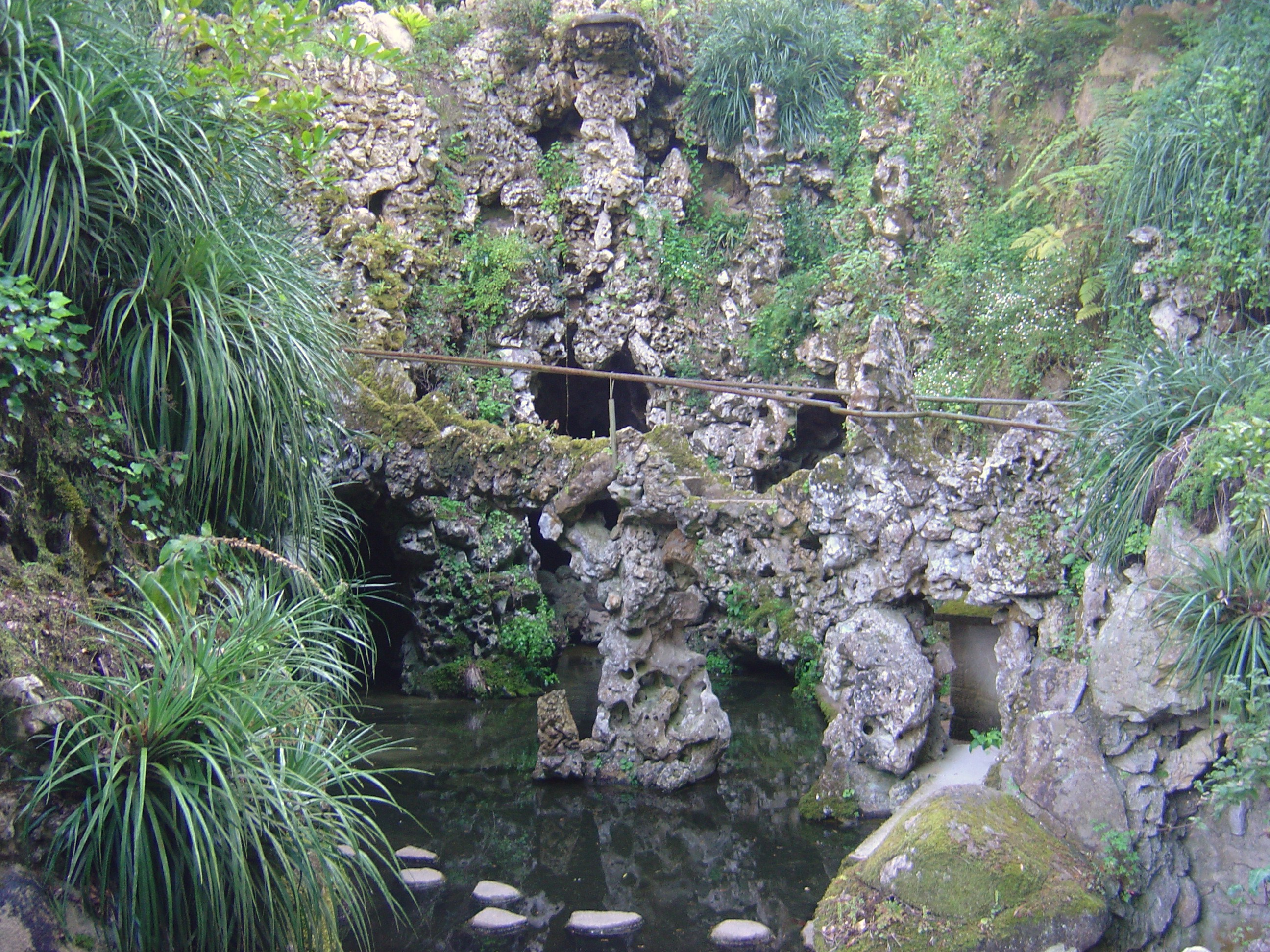
Ein See mit Wasserfall und dahinterliegendem Höhlensystem.
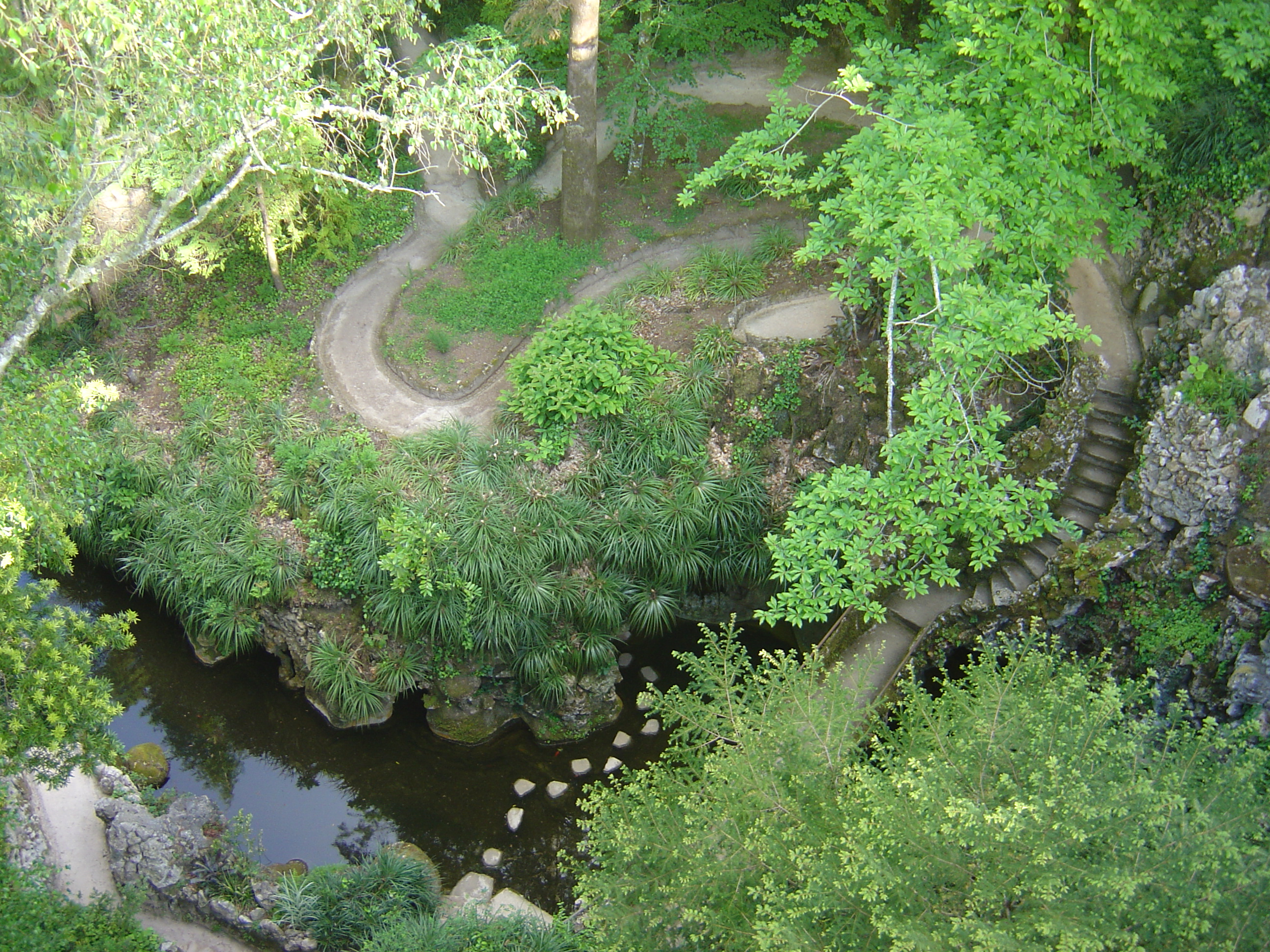
Der See mit dem Wasserfall von oben.